# Samsung Galaxy Note 20
El Samsung Galaxy Note 20 (estilizado y comercializado como Samsung Galaxy Note20) es una gama de teléfonos inteligentes Android de gama alta diseñados, desarrollados, producidos y comercializados por Samsung Electronics para su serie Samsung Galaxy Note, siendo los sucesores del Samsung Galaxy Note 10. Los dispositivos se anunciaron el 5 de agosto del 2020 junto con el Samsung Galaxy Z Fold 2, el Samsung Galaxy Watch 3, los Samsung Galaxy Buds Live, el Samsung Galaxy Tab S7 y el Samsung Galaxy Tab S7 Plus durante el evento Galaxy Unpacked.
Debido a las restricciones de la pandemia del coronavirus en reuniones públicas y sociales, la serie Galaxy Note 20 se presentó a través de plataformas digitales desde el Samsung Newsroom en Corea del Sur. En el evento, Samsung anunció que los teléfonos inteligentes incluyen soporte para redes 5G, lo que permite dar conexiones de mayor ancho de banda y menor latencia donde la cobertura de redes 5G se encuentre disponible. El S-Pen del Galaxy Note 20 ahora está más mejorado y tiene una latencia hasta 4 veces mejor que la de las generaciones anteriores. Grey (gris), Green (verde) y Mystic Bronze (bronce) son los colores en las que vendrá el Galaxy Note 20, mientras que Mystic Bronze (bronce), Black (negro) y White (blanco) son los colores en los que vendrá el Galaxy Note 20 Ultra. A diferencia de sus predecesores, la serie Galaxy Note 20 es la primera serie Note de Samsung que no cuenta con un modelo "+" (plus) para no competir con la linea S20.
La serie Galaxy Note 20 vienen con una serie de nuevas, potentes y mejoradas funciones de software, que incluyen la optimización del rendimiento para los juegos, sincronización de forma inalámbrica con ordenadores de escritorio y ordenadores portátiles, y funciones mejoradas de Samsung DeX para la conexión de forma remota a dispositivos que sean compatibles. Su última versión actualizable es OneUI 5 basado en Android 13 (Tres años de actualizaciones), y el último dispositivo de la línea Note de Samsung. 

## Diseño
La serie Galaxy Note 20 mantiene un diseño similar con el Galaxy Note 10 y el Galaxy S20, con una pantalla Infinity-O (presentada por primera vez en el Galaxy S10) que contiene un agujero en la parte superior central donde se encuentra la cámara frontal para selfies. El módulo de cámaras traseras se encuentra en la esquina superior izquierda de la parte trasera con una forma rectangular como en el Galaxy S20. Ambos son los primeros dispositivos Galaxy en usar marcos de acero inoxidable. El Galaxy Note 20 usa protección Gorilla Glass 5 para la pantalla; la parte trasera es de policarbonato, que nunca se ha visto en un dispositivo de la serie Galaxy Note desde el Galaxy Note 4 del 2014. El Galaxy Note 20 Ultra tiene protección Gorilla Glass Victus tanto para la pantalla como para la parte trasera. El Galaxy Note 20 vendrá en los colores Mystic Grey, Mystic Green y Mystic Bronze, mientras que el Galaxy Note 20 Ultra vendrá en los colores Mystic Bronze, Mystic Black y Mystic White.

## Especificaciones

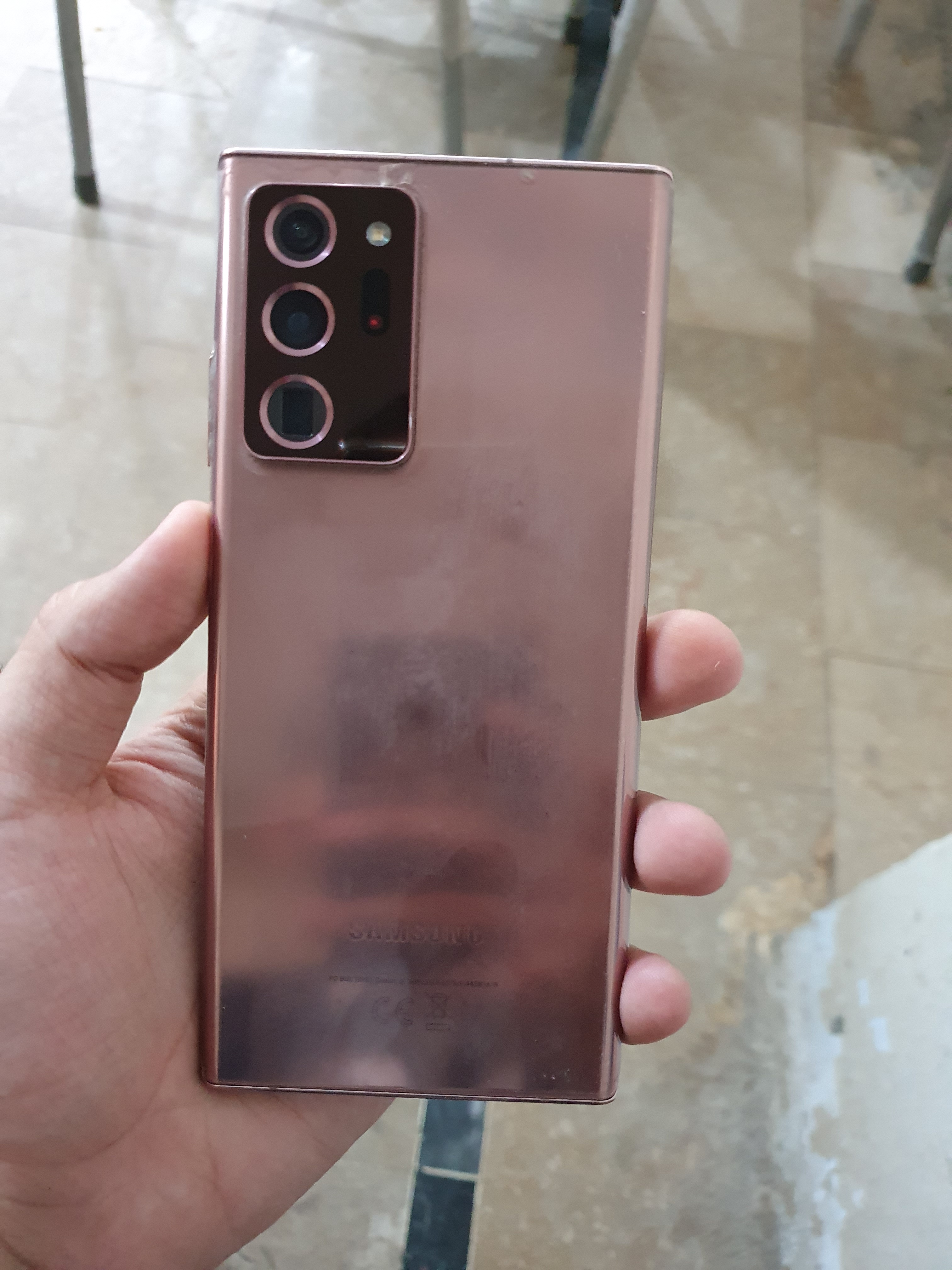
Celular Samsung Galaxy Note 20 Ultra Color Mystic Bronze

### Hardware

#### Procesador
La serie Galaxy Note 20 comprende dos modelos con varias especificaciones de hardware: Los modelos internacionales utilizan el procesador Samsung Exynos 990, en cambio la versión estadounidense utiliza el procesador Qualcomm Snapdragon 865+. Ambos procesadores están basados en un nodo de tecnología de 7 nm+. 

#### Pantalla
El Galaxy Note 20 no cuenta con una pantalla curvada como la que se encuentra en el Galaxy Note 20 Ultra. El Galaxy Note 20 y el Galaxy Note 20 Ultra cuentan con una pantalla de 6.7 pulgadas con resolución 1080p y 6.9 pulgadas con resolución 1440p, respectivamente. Ambos dispositivos tienen pantallas AMOLED con soporte para HDR10+ y la tecnología "Dynamic Tone Mapping", comercializado como Super AMOLED Plus para el Note 20 y Dynamic AMOLED 2X para el Note 20 Ultra. El Note 20 tiene una tasa de refresco fija de 60 Hz, sin embargo, el Note 20 Ultra ofrece una tasa de refresco variable de 120 Hz. La configuración del dispositivo tiene dos opciones, 60 Hz y Adaptable, la última de las cuales ajusta de forma dinámica la tasa de refresco en función del contenido que se muestra en pantalla. El modo adaptable está limitado a una resolución FHD, lo que requiere que los usuarios cambien al modo 60 Hz para habilitar la resolución QHD. Ambos modelos cuentan con un sensor de huellas dactilares ultrasónico en pantalla. 

#### Almacenamiento
La memoria RAM del Note 20 es de 8 GB, junto con 128 o 256 GB de almacenamiento interno, mientras que el Note 20 Ultra viene con 8 o 12 GB de RAM y 128, 256 o 512 GB de almacenamiento interno, cuya memoria se puede expandir hasta 1 TB de almacenamiento a través de la ranura para tarjetas microSD. 

#### Batería
El Note 20 y el Note 20 Ultra tienen baterías de polímero de lítio no extraíbles, con capacidades de 4300 mAh y 4500 mAh, respectivamente, con soporte para carga inalámbica Qi, así como la capacidad de cargar otros dispositivos que sean compatibles con la misma tecnología, denominada "Samsung PowerShare". La carga rápida con cable es compatible con USB-C hasta 25 W. 

#### Conectividad
Ambos dispositivos vienen con conectividad 5G, aunque algunas regiones pueden tener variantes 4G LTE o solo sub-6GHz. El jack de audífonos ha sido eliminado. 

#### Cámaras
El Galaxy Note 20 presenta especificaciones de cámaras similares a los del Samsung Galaxy S20, que incluyen una teleobjetivo de 64 MP, con una apertura de ƒ/2.0, un grado de 1/1.72" y un tamaño de 0.8µm con autofoco, estabilizador de imagen, zoom óptico 3x y zoom híbrido de 30x. La cámara principal es de 12 MP, que tiene una apertura de ƒ/1.8, una distancia focal de 26 mm, un grado de 1 / 1.76 "y un tamaño de 1.8 µm con Dual Pixel PDAF. La cámara ultra gran angular es de 12 MP, ƒ/2.2, 13 mm, 1/2.55", 1.4µm y cuenta con grabación de video Super Steady (Superestable). 
Las capacidades de grabación de video del Note 20 son 8K@24fps, 4K@30fps, 1080p@30/60/240fps y 720p@960fps con HDR10+, grabación de sonido estéreo, gyro-EIS y OIS. El Note 20 Ultra tiene una cámara más sofisticada en comparación con el Galaxy Note 20, que incluye una cámara principal de 108 MP con una apertura de ƒ/1.8, una distancia focal de 26 mm, un tamaño de lente de 0.8µm y un grado de 1/1.33 ", con PDAF, Laser AF y OIS. El Note 20 Ultra también tiene una cámara teleobjetivo periscopio de 13 MP con una apertura de ƒ/3.4, una distancia focal de 103 mm y un grado de 1/3.4" con PDAF, OIS, zoom óptico de 5x y de zoom híbrido de 50x. La cámara ultra gran angular es de 12 MP con una apertura de ƒ/2,2, una distancia focal de 13 mm, un tamaño de 0,8 µm y un grado de visualización máximo de 1/2,55", mientras que el PDAF y el vídeo Superestable son características de esta última. 
Al igual que el Galaxy S20 Ultra, el Galaxy Note 20 Ultra puede grabar videos en resoluciones 8K@24fps, 4K@30/60fps, 1080p@30/60/240fps y 720p@920fps. La grabación de video tiene una función HDR10+, que puede grabar sonido en calidad estéreo y además tiene gyro-EIS con OIS. 
La cámara frontal de los Note 20 y Note 20 Ultra es una cámara de 10 MP en forma de agujero en pantalla con una apertura de ƒ/2.2, una distancia focal de 26 mm (gran angular), un grado de 1/3.2" y un tamaño en miniatura de 1.22µm. La grabación de video es a resoluciones 4K@30fps y 1080p@30fps y conserva algunas características como la videollamada grupal y auto-HDR. 

#### S-Pen
El S-Pen tiene una mejor latencia a 26 ms en el Galaxy Note 20 y 9 ms en el Galaxy Note 20 Ultra, reduciendo el tiempo de latencia a 42 ms menos que en el Note 10 y Note 10+. Además, se añadieron cinco nuevos gestos aéreos que funcionan a través de la interfaz al utilizar el acelerómetro y el giroscopio, así como la "predicción de puntos basada en Inteligencia artificial". También se ha mejorado la duración de la batería de 10 a 24 horas.

### Software
Los dispositivos vienen con Android 10 y la capa de personalización One UI 2.5. Se espera que próximamente se lanze una versión beta para Android 11.

## Asociación conXbox
Samsung se asoció con Xbox para ofrecer videojuegos de la consola Xbox en el Galaxy Note 20. En ciertos mercados, el Galaxy Note 20 se ofrecerá con tres meses de Xbox Game Pass gratis junto con un gamepad de Xbox. Los juegos de Xbox se podrán jugar desde el teléfono o en la TV. Se pueden jugar más de 90 juegos de Xbox en el Galaxy Note 20.

## Recepción

### Recepción crítica
Según las primeras reseñas de varios sitios web de tecnología, como TechRadar y The Verge, la serie Galaxy Note 20 recibió una recepción generalmente positiva de los críticos que elogiaron el rediseño de los S-Pen y el rendimiento de la cámara, pero, desafortunadamente, las bajas especificaciones de la pantalla y la ausencia de bordes curvados en el Galaxy Note 20, fue criticada. Al escribir para el medio TechRadar, James Peckham dijo en su veredicto que, "el Galaxy Note 20 es el nuevo teléfono inteligente de Samsung con stylus de nivel básico incluido para el 2020, pero es uno que no parece particularmente emocionante para los usuarios habituales amantes de los Galaxy Note. Destaca algunas características más accesibles en comparación con el más emocionante Galaxy Note 20 Ultra, pero igualmente puede ser bueno para aquellos que no quieren gastar mucho dinero".